# 𐞤
Cette page contient des caractères spéciaux ou non latins. S’ils s’affichent mal (▯, ?, etc.), consultez la page d’aide Unicode.
𐞤, appelée oméga fermé en exposant, oméga fermé supérieur ou lettre modificative oméga fermé, est un symbole phonétique utilisé dans certaines variantes non standard de l’alphabet phonétique international. Il est formé de la lettre oméga fermé ‹ ɷ › mise en exposant.

## Utilisation
Dans certaines variantes de l’alphabet phonétique international non standard, l’oméga fermé en exposant est utilisé pour représenter des diphtongues. En 1968, Thomas Gay recommande d’utiliser le symbole en exposant pour la deuxième partie mineure des diphtongues.

## Représentations informatiques
La lettre modificative oméga fermé peut être représenté avec les caractères Unicode suivants (Latin étendu – F) :
| formes       | représentations | chaînes de caractères | points de code | descriptions                              | note                            |
| ------------ | --------------- | --------------------- | -------------- | ----------------------------------------- | ------------------------------- |
| modificative | 𐞤               | 𐞤                     | U+107A4        | lettre modificative minuscule oméga fermé | codé pour le symbole phonétique |